# Глибоководне видобування

Глибоководне видобування (рос. глубоководная добыча, англ. deepwater mining, extraction; нім. Tiefseegewinnung) — видобування конкрецій, руд, металоносних мулів і розсолів з морського дна при глибині понад 2000 м. Для глибоководного видобування застосовують добувні установки і плавзасоби водотоннажністю десятки тис. т, на яких розміщені вантажопідйомні засоби, енергоджерела, склади корисних копалин.
Глибоководне видобування здійснюється агрегатом збору, черпаками, драгою-волокушею або ерліфтом.
Агрегат збору включає: збираючий механізм (гідравлічний, шнековий, роторний, вібраційний, згрібаючий, черпаковий, комбінований). Підйом пульпи здійснюється гідравлічними або механічними установками. Найперспективніші ерліфтні установки.
Приклади глибоководного видобуванняу:
1. Ерліфтна установка компанії «Діпсі Венчас» — судно водотоннажністю 7500 т, довжиною 106 м, ширина 15,2 м. Здійснює видобуток залізомарганцевих конкрецій на глибині до 900 м. Продуктивність 60 т/год.
2. Ерліфтний земснаряд компанії «Марін Даймонд Корп.». Судно — переобладнаний танкер, на якому встановлені три ерліфти. Продуктивність до 300 т/год по ґравію.
В Україні розроблена ерліфтна установка для видобування корисних копалин з глибин до 6000 м.